# سیارک ۱۵۸۹۰
سیارک ۱۵۸۹۰ (به انگلیسی: 15890 Prachatice، نامگذاری:1997GY) پانزده هزار و هشتصد و نودمین سیارک کشف شده‌است که در ۳ آوریل ۱۹۹۷ کشف شد.